# Penstemon flowersii
Penstemon flowersii är en grobladsväxtart som beskrevs av E. Neese och S.L. Welsh. Penstemon flowersii ingår i släktet penstemoner, och familjen grobladsväxter. Inga underarter finns listade i Catalogue of Life.